# Остапеня, Павел Васильевич
Павел Васильевич Остапеня (бел. Павел Васілевіч Астапеня; 14 декабря 1901 — 13 ноября 1981) — советский белорусский врач-гигиенист, доктор медицинских наук, профессор. Заслуженный деятель науки БССР.

## Биография
Родился 14 декабря 1901 года в деревне Маглыши.
Окончил медицинский факультет Белорусского государственного университета в 1927 году, в 1922—1924 годах был препаратором при кафедре общей химии БГУ, в 1924—1926 годах — лаборант, в 1926—1928 годах — аспирант кафедры. Глава отдела гигиены водоснабжения при Белорусском санитарном институте в 1928—1939 годах, ассистент кафедры общей и экспериментальной гигиены Минского медицинского института в 1930—1936 годах, доцент этой кафедры и директор Белорусского санитарно-гигиенического института в 1937—1939 годах. В 1934 году получил степень кандидата медицинских наук.
В годы Великой Отечественной войны руководил отделами СЭЛ Западного и 3-го Белорусского фронтов; начальник гигиенического отдела фронтовой санэпидлаборатории в 1939—1942 годах, фронтовой санитарный инспектор по продовольствию и водоснабжению в 1942—1945 годах. Организатор противоэпидемической защиты войск: ввёл в полках должности фельдшеров для санитарной разведки водоисточников, создал подвижные санитарно-эпидемиологические отделения при медико-санитарных батальонах ударных дивизий. Автор ряда справочных гигиенических пособий и наставлений для войсковых врачей и фельдшеров.
В послевоенные годы стал директором БелНИСГИ и доцентом кафедры гигиены БГМИ (1946—1963 годы), занимался работами в области гидрохимии и гидрологии. Изучал формирование состава подземных вод (в том числе минеральных) и влияние природных и гидрометеорологических факторов на условия питания подземных вод и их защиту от внешних загрязнений. Исследовал водоносные горизонты (их микроэлементный состав) и давал рекомендации по использованию в отдалённые сроки. В 1949—1951 годах — заведующий кафедрой гигиены БелГИУВ. Докторскую степень получил в 1958 году, звание профессора — в 1967 году. До ухода на пенсию руководил кафедрой специальных гигиен санитарно-гигиенического факультета Минского медицинского института.
Основные направления научной деятельности — изучение проблемы водоснабжения в БССР. В частности, благодаря П. В. Остапене была разработана система очистки сточных вод в биологических прудах, а также собраны данные о водных ресурсах Полесской низменности и всей БССР, необходимые для решения вопросов водоснабжения предприятий. Автор методики прогноза самоочищения поверхностных и грунтовых вод, а также схемы рационального использования и охраны водных ресурсов БССР, что использовалось при создании искусственных водохранилищ в БССР и решении вопросов санитарной охраны Вилейско-Минской водной системы.
Опубликовал около 100 научных трудов по химии, гидрохимии, гидрологии, гигиене воды и т. д. Среди них выделяются двухтомный сборник материалов изучения санитарно-гигиенического состояния водных ресурсов Белорусского района и монография «Очистка сточных вод в биологических прудах». Занимал пост председателя Ученого совета Министерства здравоохранения БССР, члена Совета Центрального научно-исследовательского института комплексного использования водных ресурсов Министерства водного хозяйства и мелиорации СССР, члена Ученого совета Минского медицинского института, биологического и географического факультетов Государственного комитета по охране природы и др. Награждён орденом Красной Звезды в 1942 году и орденом Отечественной войны II степени.
Сын — Александр, гидробиолог, доктор биологических наук.